# Hans Jürgen Schmitt
Hans Jürgen Schmitt (* 3. August 1930 in Dortmund; † 25. Mai 2014 in Aachen) war ein deutscher Physiker und Professor für Hochfrequenztechnik an der RWTH Aachen ab 1980.

## Leben
Hans Jürgen Schmitt wuchs in Berlin auf. Er studierte Physik an der Universität Göttingen, wo er 1954 sein Diplom erwarb und 1955 bei Erwin Meyer im Bereich der Hochfrequenztechnik  mit einer Arbeit über Mikrowellen-Absorber promovierte. Anschließend wechselte er als Assistant Professor an die Harvard-Universität in den USA. Forschungsschwerpunkte waren dabei Antennentechnik und Elektromagnetik. Von 1963 bis 1965 war er am Sperry Rand Research Center tätig.
Im Jahr 1965 wechselte Schmitt nach Hamburg zum Philips Forschungs Labor in der Vogt-Kölln-Straße. Dort leitete er ab 1968 die Forschungsabteilung für Angewandte Physik mit den Hauptarbeitsgebieten Laser-Optik, Festkörperphysik und Mikrowellentechnik.
Im Jahr 1980 wurde Schmitt Professor und Leiter des Instituts für Hochfrequenz-Technik an der RWTH Aachen. Forschungsschwerpunkte waren dort Optische Kommunikation, optische Sensoren, optische Messungen  und Mikrowellentechnik. Ferner war er engagiert im internationalen Austausch, insbesondere mit Indien und China. 1996 wurde Schmitt emeritiert.
Von 1981 bis 1996 war er Vertrauensdozent der Studienstiftung des Deutschen Volkes.
Schmitt war verheiratet und hinterließ drei Töchter und einen Sohn.

## Forschung
- 1959: Back-scattering measurements with a space-separation method
- 1960: Transients in cylindrical antennae
- 1961: The Transient Response of Linear Antennas and Loops
- 1964: Plasma Diagnostics with Short Electromagnetic Pulses[1]
- 1975: Leitung der „European-Microwave Conference“ in Hamburg[2]
- 1977: Data Handling and Recording by Laser
- 1981: Bildspeicherung in Kristallen
- 1987: Optische Zirkulatoren und Isolatoren – Magnetische Bauelemente für die optische Nachrichtentechnik
- 1994: Optische Sensoren für die medizinische Diagnostik
- 2008: History of Electroencephalography

## Beteiligung an Patenten (Auswahl)
Schmitt war an  etwa 25 Patenten beteiligt, darunter:
- 1955: Resonanzabsorber zur Schluckung elektromagnetischer Zentimeterwellen[3]
- 1957: Dielektrizitätskonstante von Bariumtitanat bei 10 GHz. Zeitschrift für angewandte Physik 9(3) (1957)
- 1980: Record carrier for deformation images
- 1985: Magneto-optische Wellenleiterstruktur mit künstlicher optischer Anisotropie
- 1986: Verfahren zur Kontrolle von Lichtwellenleiterstirnflaechen
- 1987: Magneto-optical waveguide device with artificial optical anisotropy
- 1988: Elektrisch-steuerbarer Glasfaser-Schalter[4]
- 1988: Verfahren zur Kontrolle von Lichtwellenleiter-Stirnflächen
- 1988: Meß- und Steuersystem für ein Lichtwellenleiter-Spleißgerät
- 1989: Nichtreziprokes optisches Bauelement, insbesondere zur Verwendung als Isolator oder Zirkulator
- 1990: Planarer optischer isolator
- 1990: Hohlraumresonator
- 1993: Non-invasive detector of variations in blood vol. or pressure – uses microprocessor and electronic pump controller for computation and display of incremental volume of exercised limb

## Auszeichnungen und Mitgliedschaften (Auswahl)
- 1961: Guggenheim Fellow[5]
- 1979: Fellow des Institute of Electrical and Electronics Engineers (IEEE) für seine Forschungen im Bereich der Mikrowellentechnik
- 1994: Beisitzer im Verband Deutscher Elektrotechniker
- 2004: Larry K. Wilson Transnational Award für seine ehrenamtlichen Tätigkeiten beim IEEE

## Veröffentlichungen (Auswahl)
Schmitt war Autor und Co-Autor von  mehr als 200 wissenschaftlichen Beiträgen, darunter:
- 1956: Breitbandiger Resonanzabsorber für elektromagnetische Zentimeterwellen, Z. Angew. Physik 8, 373 (1956).
- 1957: Dielektrizitätskonstante von Bariumtitanat bei 10 GHz. Zeitschrift für angewandte Physik 9(3) (1957) 107-111.
- 1959: Reflection of electromagnetic waves from sound waves
- 1960: Electromagnetic Reflection from Sound Waves
- 1962: King, R. W., & Schmitt, H. J.: The transient response of linear antennas and loops. Antennas and Propagation, IRE Transactions on, 10(3), 222–228. (1962)
- 1964: Electromagnetic Reflection from Sound Waves. II
- 1965: H. J. Schmitt, Gerald Meltz, Paul J. Freyheit: Gyrotropic Resonances in Afterglow Plasmas. Physical Review 139.5A : A1432. (1965)
- 1965: H. J. Schmitt, G. Meltz, P. J. Freyheit: Gyrotropic Resonances in Afterglow Plasmas. In: Physical Review. 139, 1965, S. A1432, doi:10.1103/PhysRev.139.A1432.
- 1973: Horst Dötsch, Hans Jürgen Schmitt, Jürgen Müller: Detection and generation of magnetic bubble domains using ferrimagnetic resonance. Applied Physics Letters 23.11 : 639–641. (1973)
- 1977: Data Handling and Recording by Laser. In: Optica Acta: International Journal of Optics. 24, 1977, S. 407–412, doi:10.1080/713819563
- 1981: Bildspeicherung in Kristallen. In: Physik in unserer Zeit. 12, 1981, S. 3–8, doi:10.1002/piuz.19810120103.
- 1992: Forst, C.; Kalkert, P.; Schmitt, H.J.: High-Efficiency KU-Band SSB Modulator for Pulsed IR Laser Radiation, Microwave Conference 1992. 22nd European, Pages: 707–711, (1992) doi:10.1109/EUMA.1992.335789
- 1997: The Rise and Fall of the Vacuum-Tube, 1997, pdf